# Gonia distinguenda
Gonia distinguenda är en tvåvingeart som beskrevs av Herting 1963. Gonia distinguenda ingår i släktet Gonia och familjen parasitflugor. Arten är reproducerande i Sverige. Inga underarter finns listade i Catalogue of Life.